# Antes de las seis
"Antes de las seis"  é uma canção gravada pela artista musical colombiana Shakira,, para o seu nono álbum de estúdio, Sale el sol (2009). Lester Mendez, "Before the Six" é uma das músicas "românticas" do álbum e é musicalmente uma balada pop latina. Possui uma simples batida de piano e guitarra acústica, complementada pela qual Shakira entrega vozes tristes e emocionais. Epic Records lançou a música como o quarto single de Sale el Sol, em 21 de outubro de 2011.
Os críticos deram avaliações positivas para "Antes de las Seis", elogiando seu conteúdo lírico. A música foi um fracasso nas paradas de singles, mas foi moderadamente bem sucedida em gráficos de airplays. Alcançou o número 1 na Spanish Airplay Chart e atingiu o número 14 no Monitor Latino no México. Nos Estados Unidos, alcançou os números 21 e 4 nos Billboard Hot Latin Songs e Latin Pop Airplay, respectivamente. Em 2013, "Antes de las seis" foi certificado de ouro no México.
A música foi cantada durante as apresentações da The Sun Comes Out World Tour, em 2010 e 11. Uma gravação de sua performance no show em Paris, França, foi usando como clipe. Também foi usado para promover o quarto álbum ao vivo da cantora Live from Paris.

## Antecedentes e composição
Em outubro de 2009, Shakira lançou seu oitavo álbum de estúdio, She Wolf. A composição do disco saiu dos estilos pop rock e pop latino mais tradicionais e focou principalmente em um estilo mais dançante e electropop, com elementos misturados de world music e folk. O álbum foi recebido positivamente pela maioria dos críticos de música e foi elogiado por sua distinta natureza e a experimentação de Shakira com o eletropop. Comercialmente, She Wolf foi um sucesso, liderando gráficos e alcançando certificações de ouro e platina em vários territórios sul-americanos e europeus. No entanto, ele teve um desempenho ruim nos Estados Unidos e tornou-se o primeiro álbum de estúdio de Shakira desde Dónde Están los Ladrones? (1998), a não entrar no ranking do top 10, atingindo a posição de número 15 no quadro do Billboard Hot 200 chart. Em maio de 2010, ela escreveu e gravou "Waka Waka (This Time for Africa)", a música oficial da Copa do Mundo FIFA 2010, que se tornou um mega sucesso mundial.
Após o sucesso global da música, Shakira começou a trabalhar em seu nono álbum de estúdio, Sale el Sol. Ela dividiu o álbum em três "direções", uma das quais descreveu como de natureza "romântica". Shakira sentiu que era algo que ela não tinha "aproveitado nos últimos três anos", e sua inclusão no álbum resultou em músicas "muito intensas, muito românticas". "Antes de las seis" é uma dessas músicas do álbum. A balada pop latina foi escrita e produzida por Shakira e seu freqüente colaborador Lester Mendez, que já havia trabalhado com ela em outras músicas, como "Underneath Your Clothes" (2002) e La Tortura" (2005). A instrumentação musical da música é simples e consiste em um piano e guitarra acústica. De acordo com Jennifer Schaffer do The Stanford Daily, sua produção "mais suave" ajuda a colocar o foco na voz de Shakira, que ela sentiu ter sido "despojada de seu núcleo sensível". "saudade, arrependimento e solidão". Shakira falou sobre o significado profundo por trás do balada e expressou dificuldade em explicá-la, dizendo: "Todos passamos por momentos difíceis. as músicas. Eu decidi que não vou explicar todas as músicas desta vez. É difícil explicar uma música. Essas músicas se explicam melhor do que eu posso explica-las."

## Lançamento e recepção
"Before the Six" foi escolhido como o quarto single de Sale el Sol e foi disponibilizado para download digital da iTunes Store, em 21 de outubro de 2011. Um anúncio confirmando sua liberação como um single apareceu no site oficial da Shakira em 24 de outubro. Embora o anúncio tenha mencionado que o single seria lançado na iTunes Store em 31 de outubro, já havia aparecido há dias antes.

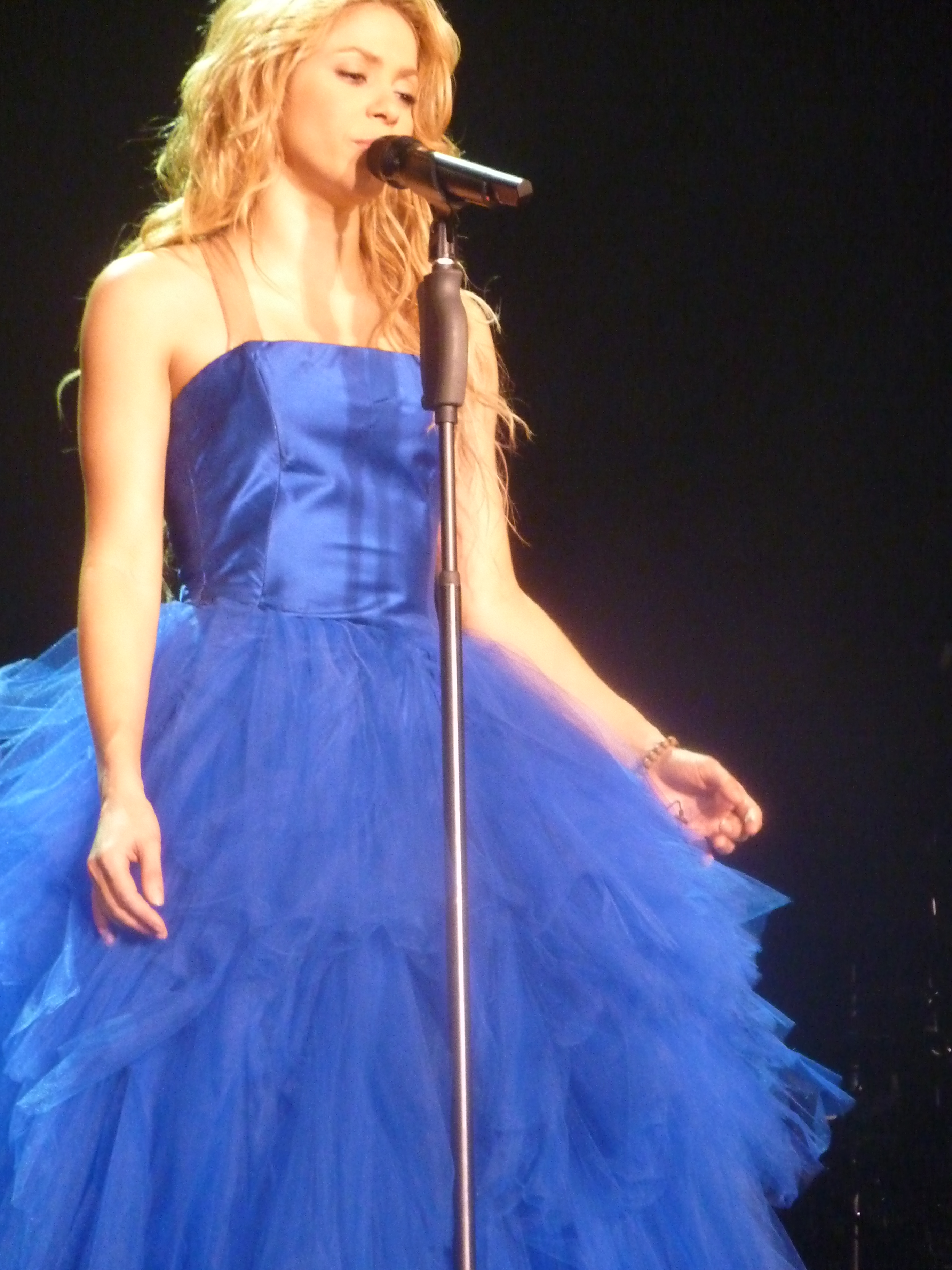
Shakira performando "Antes de las Seis" durante The Sun Comes Out World Tour em Paris, França

### Recepção crítica
"Antes de las Seis" recebeu opiniões em sua maioria positivas dos críticos de música. Stephen Thomas Erlewine da AllMusic, destacou-o como um exemplo da versatilidade da cantora e comentou que o álbum "tem o clima de balada". Mikael Wood, da Entertainment Weekly, chamou a música de "balada maravilhosa" e incentivou os leitores a baixá-lo. Jesus Yanez-Reyes da Northern Arizona News deu "Antes de las Seis" uma revisão muito positiva e elogiou suas letras e a entrega vocal "sincera" de Shakira como tendo a habilidade de "superar quaisquer barreiras linguísticas que possam existir entre o artista e o ouvinte, verdadeiramente" Jennifer Schaffer do Stanford Daily, elogiou a sensibilidade da música e comentou que "Shakira oferece aos seus ouvintes uma pessoa muito mais vulnerável "através dela. Carlos Macias da Terra Music escolheu "Antes de las Seis", sua música favorita do álbum e elogiou suas letras, chamando-os de um "clássico de Shakira" e concluindo que "Fazia um tempo que a superestrela colombiana nos oferecia uma visão sobre o seu coração". Na cerimônia de premiação Awards Our Earth em 2012," Before the Six "foi nomeado para "Melhor Desempenho Pop do Ano".

### Desempenho nas paradas
Comercialmente, a música foi moderadamente bem sucedida nas regiões hispânicas. No México, "Antes de las Seis" alcançou o número 14 no gráfico de Airplay do Monitor Latino. Na Espanha, encabeçou a parada de singles PROMUSICAE embora não conseguiu traçar o gráfico principal de singles. Da mesma forma, a música foi bem sucedida no Billboard Latin Pop Airplay nos Estados Unidos, no qual atingiu o número 4, mas apresentou um mau desempenho no gráfico principal da Hot Latin Songs, atingindo apenas o número 21. "Antes de las Seis" é o único single do Sale el Sol, a entrar em um gráfico dentro do top 10 do quadro de singles da Billboard Hot Latin Songs chart. Em 2013, a Mexican Association of Phonograph Producers (AMPROFON), certificou o ouro "Antes de las seis", para vender 30 mil unidades no México.

## Lançamento
A música foi incluída na set-list definida do The Sun Comes Out World Tour de Shakira em 2010 e 2011. Ela o cantou com um grande vestido azul-real "feathery" e, no final do desfile de flocos de neve artificiais, começou a cair do céu. Uma gravação da performance durante o concerto realizado no Palais Omnisports de Paris-Bercy arena em Paris, França, serviu como clipe para a música. O vídeo também foi usado para promover o quarto álbum ao vivo da cantora Live from Paris.

## Vídeo musical
O vídeo musical da canção "Antes de las Seis", foi filmado ao vivo em Palais Omnisports de Paris-Bercy, e fará parte do DVD. O vídeo musical foi lançado no canal Vevo da cantora em 3 de novembro de 2011.

## Desempenho nas tabelas musicais

### Paradas semanais
| Chart (2011)                               | Maior posição |
| ------------------------------------------ | ------------- |
| Espanha ( (PROMUSICAE)                     | 1             |
| Estados Unidos (Billboard Hot Latin Songs) | 21            |
| México (Monitor Latino)                    | 14            |

## Vendas e certificações
| Região                                                                                             | Certificação | Vendas  |
| -------------------------------------------------------------------------------------------------- | ------------ | ------- |
| México (AMPROFON)                                                                                  | Platina      | 30,000* |
| *números de vendas baseados somente na certificação ^distribuições baseadas apenas na certificação |              |         |

## Histórico de lançamento
| País      | Data                  | Formato          | Gravadora       |
| --------- | --------------------- | ---------------- | --------------- |
| Austrália | 21 de Outubro de 2011 | Download digital | Sony Latin/Epic |
| Itália    | 21 de Outubro de 2011 | Download digital | Sony Music      |
| Portugal  | 21 de Outubro de 2011 | Download digital | Sony Music      |
| Espanha   | 21 de Outubro de 2011 | Download digital | Sony Music      |
| México    | 21 de Outubro de 2011 | Download digital | Sony Music      |